# SPOILED BOY Feat LOVEFOXXX
「Spoiled Boy feat. Lovefoxxx」（スポイルド・ボーイ・フィーチャリング・ラヴフォックス）は、2010年6月23日にリリースされた80KIDZのシングル。

## 解説
- ブラジル出身の人気バンドCSSのヴォーカリストであるLovefoxxをフィーチャリングした楽曲「Spoiled Boy feat. Lovefoxxx」を収録した80KIDZのEP。
- 「Spoiled Boy feat. Lovefoxxx」はタワーレコード30周年記念として発売されたコンピレーション「NO MUSIC, NO LIFE. SONGS」(2010年1月27日発売)にも収録された。
- 収録曲「Blow」はテレビ朝日の深夜音楽番組「inspired by UK ROCK」のテーマ曲に起用された。
- 収録曲「Northcoast」はdocomo用携帯Panasonic P-02BのTV-CM用に書き下ろされた楽曲。

## 収録曲
1. Spoiled Boy feat. Lovefoxxx
2. Blow
3. Northcoast
4. Spoiled Boy feat. Lovefoxxx (The Shoes Remix)
5. Spoiled Boy feat. Lovefoxxx (Munk Remix)
6. Spoiled Boy feat. Lovefoxxx (Headman Remix)